# Gigantochernes
Gigantochernes es un género de arácnido  del orden Pseudoscorpionida de la familia Chernetidae.

## Especies
Las especies de este género son:
- Gigantochernes franzi Vitali-di Castri, 1972
- Gigantochernes hoffi Vitali-di Castri, 1972
- Gigantochernes rudis (Balzan, 1887)